# Hartogbukta
Hartogbukta is een baai in de Erik Eriksenstretet bij Nordaustlandet, het op een na grootste eiland van Spitsbergen. De baai heeft een oppervlakte van ongeveer 50 km².